# Wilfried Mann
Wilfried Mann (* 1931 in Frankfurt am Main; † 27. Mai 2001) war ein deutscher Sänger in der Stimmlage Bassbariton. Aktiv in der christlichen Musikszene, erstreckte sich sein Repertoire von der klassischen Kirchenmusik bis hin zum Neuen Geistlichen Lied.

## Leben
Wilfried Mann wurde als Sohn eines Methodistenpastors in Frankfurt am Main geboren. Er erlernte zunächst den Beruf des Kaufmanns mit der Perspektive, sich auf diese Weise seinen Gesangsunterricht finanzieren zu können, um Opernsänger zu werden. Schließlich studierte er Gesang in Karlsruhe bei Hans Emge, in Wiesbaden bei Paul Lohmann und in Frankfurt bei Hermann Heßler. 
Durch den Verleger und damaligen Vorsitzenden des Evangeliums-Rundfunks Hermann Schulte kam er zur Radiomission und wurde bald zu einer der bekanntesten männlichen Stimmen der christlichen Musikszene. Ende der 1960er Jahre veröffentlichte Schultes Plattenlabel Frohe Botschaft im Lied Wilfried Manns erste Singles. Seither entstand eine enge Zusammenarbeit mit Margret Birkenfeld, damals Leiterin der Musikabteilung, bei diversen Projekten mit ihren Wetzlarer Chören. Aber auch stilistisch entferntere Künstler wie Siegfried Fietz oder das Janz Team setzten den unverkennbaren Bassbariton immer wieder bei speziellen Projekten ein. 
Von 1963 bis 1987 war Wilfried Mann zudem Geschäftsführer des Evangeliums-Rundfunks in Wetzlar. Missionsreisen während dieser Zeit führten ihn bis Afrika und Südamerika. 1990 wurde er Geschäftsführer der Arbeitsgemeinschaft Evangelikaler Missionen, bis er 1993 in den Ruhestand trat.
Außerdem leitete Wilfried Mann über lange Jahre hinweg bis zu seinem Tod den Jubilate-Chor. In den 1970er Jahren durch Zusammenlegung des Wetzlarer Evangeliumschors und des ersten Studiochores des Evangeliums-Rundfunks gegründet und Ende der 1980er Jahre neu ins Leben gerufen, ist der Jubilate-Chor heute noch aktiv und blickt auf eine jahrzehntelange erfolgreiche Konzert- und Produktionsgeschichte zurück.
1998 trat Wilfried Mann neben weiteren Künstlern der christlichen Musikszene wie Doris Loh, Manfred Siebald und Jochen Rieger sowie dem Wir-singen-für-Jesus-Chor und dem Wetzlarer Jugendchor beim Benefizkonzert Fest der Lieder der Missionsarbeit Euroteam auf.
Wilfried Mann verstarb 2001 im Alter von 69 Jahren an einem Tumorleiden. Er gab über 500 Konzerte und seine Stimme ist auf über zwanzig Soloalben und Konzeptproduktionen zu hören.

## Diskografie

### Alben
| Jahr | Titel                                                                                                 | Mitwirkende Künstler                       | Verlag                             | Anmerkung                                                         |
| ---- | --- | ------------------------------------------ | ---------------------------------- | ----------------------------------------------------------------- |
| 1979 | Ich weiß wo ich stehe                                                                                 | Jubilate-Chor                              | Gerth Medien                       |                                                                   |
| 1979 | Wilfried Mann singt „Biblische Lieder“ von Anton Dvořák und „Vier ernste Gesänge“ von Johannes Brahms |                                            | Abakus                             |                                                                   |
| 1981 | Gott ist mit uns                                                                                      | Wetzlarer Jugendchor                       | Gerth Medien                       |                                                                   |
| 1983 | Stark ist meines Jesu Hand                                                                            | Wetzlarer Studiochor                       | Gerth Medien                       | Album beinhaltet 2 Titel in Zweitverwertung aus Single HSW 65.426 |
| 1983 | Alle meine Sorgen werfe ich auf dich                                                                  |                                            | Abakus                             |                                                                   |
| 1985 | Herr, bleib bei mir                                                                                   | Wetzlarer Jugendchor; Wetzlarer Studiochor | Gerth Medien                       |                                                                   |
| 1989 | Ein neuer Klang                                                                                       |                                            | Christliches Verlagshaus Stuttgart | Neuauflage 1997 unter Titel Jesus, du bist mein Lied              |
| 1989 | Das walte Gott                                                                                        |                                            | ERF-Verlag                         |                                                                   |
| 1989 | Herr, dein Erbarmen ist groß                                                                          | Wetzlarer Jugendchor                       | Gerth Medien                       |                                                                   |
| 198? | Gott ist mein Lied                                                                                    |                                            | ERF-Verlag                         |                                                                   |
| 198? | Christus lebt!                                                                                        |                                            | ERF-Verlag                         |                                                                   |

### Eigene Konzeptprojekte
| Jahr | Titel                                                                       | Mitwirkende                                | Label        |
| ---- | --------------------------------------------------------------------------- | ------------------------------------------ | ------------ |
| 1977 | Groß ist dein Name                                                          | Horst Marquardt; Wetzlarer Evangeliumschor | Gerth Medien |
| 1976 | Jesus lebt                                                                  |                                            | Abakus Musik |
| 1983 | In Gottes Dienst                                                            |                                            | ERF-Verlag   |
| 1988 | Zum Ehrentag Lieder und Psalmworte                                          |                                            | ERF-Verlag   |
| 1988 | Gottes Segen                                                                |                                            | ERF-Verlag   |
| 1988 | Denn sie sollen getröstet werden Tröstende Lieder und trostsprechende Worte | Konrad Straub                              | ERF-Verlag   |

### Kollaborationskonzepte
| Jahr | Titel                  | Mitwirkende                                                                                      | Label  |
| ---- | ---------------------- | ------------------------------------------------------------------------------------------------ | ------ |
| 1977 | Das Buch vom Widerhall | Gustav Adolf Schlemm (Komponist); Rudolf Alexander Schröder (Texte); Hans-Günther Kolb (Pianist) | Privat |

### Singles
| Jahr | Titel                              | A-Seite                                                                  | B-Seite                                                          | Nummer | Verlag       | Anmerkung                                                |
| 196? | Auf Adlers Flügeln getragen        | - Auf Adlers Flügeln getragen - Ob mich brausende Wogen umtoben          | - Überwunden durch das Blut - Ich sehe ausgestreckte Hände       | 45.678 | Gerth Medien | Mitwirkung bei Chorprojekt vom Evangeliumschor Stuttgart |
| 196? | Lang ging ich in der Irre          | - Lang ging ich in der Irre - Wir armen Menschen sind so fern der Heimat | - Mich trieben Sehnsuchtsbrände - Herr, vergangen bin ich schier | 45.871 | Gerth Medien |                                                          |
| 196? | Gott sei mir gnädig                | Gott sei mir gnädig                                                      | Führwahr, er trug unsre Krankheit                                | 65.409 | Gerth Medien |                                                          |
| 196? | Weiß ich den Weg auch nicht        | Weiß ich den Weg auch nicht                                              | Ewig soll er mir vor Augen stehen                                | 65.431 | Gerth Medien |                                                          |
| 1974 | Bis hierher hat mich Gott gebracht | - Bis hierher hat mich Gott gebracht                                     | - Gott, der Vater, kröne dich - Der du das Los von meinen Tagen  | 75.659 | Gerth Medien |                                                          |
| 1975 | Licht im Dunkel                    | Mache dich auf, werde licht                                              | Das Licht der Welt                                               | 75.270 | Gerth Medien | Mitwirkung bei Chorprojekt von Margret Birkenfeld        |

### Mitwirkung bei Konzepten
| Jahr | Titel                                   | Künstler bzw. repräsentativer Produzent | Verlag       |
| ---- | --------------------------------------- | --------------------------------------- | ------------ |
| 1975 | Freu dich an der Sonne                  | Evangeliumschor Stuttgart               | Gerth Medien |
| 1976 | Lazarus, komm heraus                    | Margret Birkenfeld                      | Gerth Medien |
| 1976 | Petrus Oratorium                        | Siegfried Fietz                         | Abakus       |
| 1976 | Das ewge Licht geht da herein           | Evangelischer Sängerbund                | Kawohl       |
| 1977 | Wenn ich Jesus in Herrlichkeit seh      | Klaus Heizmann                          | Hänssler     |
| 1977 | Ich singe dir mit Herz und Mund         | Margret Birkenfeld                      | Gerth Medien |
| 1978 | Auf Adlers Flügeln getragen             | Evangeliumschor Stuttgart               | Gerth Medien |
| 1978 | Der Tod ist verschlungen in den Sieg    | Margret Birkenfeld                      | Gerth Medien |
| 1978 | Sieh, dein König kommt zu dir           | Margret Birkenfeld, Jubilate-Chor       | Gerth Medien |
| 1980 | Die Kreuzigung                          | Johannes Haas                           | Gerth Medien |
| 1981 | Gott ist gegenwärtig                    | Margret Birkenfeld                      | Gerth Medien |
| 1982 | Jona und Daniel                         | Ernst-Gerhard Fitsch                    | ERF-Verlag   |
| 1983 | Martin Luther Oratorium                 | Siegfried Fietz                         | Abakus       |
| 1983 | Kommt und lasst uns Christum ehren      | Margret Birkenfeld                      | Gerth Medien |
| 1986 | Anbetung 1                              | DeEtta Janz                             | Janz Team    |
| 1980 | Jauchzt, alle Lande, Gott zu Ehren      | Margret Birkenfeld, Jubilate-Chor       | Gerth Medien |
| 1984 | Wach auf, mein Herz, und singe          | Margret Birkenfeld                      | Gerth Medien |
| 1984 | Gloria in excelsis Deo                  | Johannes Haas                           | Gerth Medien |
| 1985 | Gott wird dich tragen                   | Margret Birkenfeld                      | Gerth Medien |
| 1986 | Siehe, ich verkündige euch große Freude | Margret Birkenfeld                      | Gerth Medien |
| 1986 | Hinauf gen Jerusalem                    | Johannes Haas                           | Gerth Medien |
| 1986 | Viele Wege                              | Jochen Rieger                           | Gerth Medien |
| 1988 | Welch ein Freund ist unser Jesus        | Margret Birkenfeld                      | Gerth Medien |
| 1988 | Wer nur den lieben Gott lässt walten    | Margret Birkenfeld                      | Gerth Medien |

### Kompilationen
Diese Auflistung beschränkt sich auf Zusammenstellungen mit Titeln aus der Solodiskografie Wilfried Manns.
| Jahr | Titel                                  | Verlag       | Anmerkungen                                                   |
| ---- | -------------------------------------- | ------------ | ------------------------------------------------------------- |
| 197? | Sei stille dem Herrn                   | Gerth Medien | Zusammenstellung aus Singles und EPs                          |
| 1991 | Lieder, die ich gerne singe            | Gerth Medien |                                                               |
| 2001 | Die schönsten Lieder von Wilfried Mann | Gerth Medien | Neuauflage der Zusammenstellung „Lieder, die ich gerne singe“ |